# Vuossaluoppal
Vuossaluoppal är en sjö i Jokkmokks kommun i Lappland och ingår i Luleälvens huvudavrinningsområde. Sjön har en area på 0,226 kvadratkilometer och ligger 272 meter över havet. Vuossaluoppal ligger i Stormyran Natura 2000-område.

## Delavrinningsområde
Vuossaluoppal ingår i det delavrinningsområde (733639-170702) som SMHI kallar för Utloppet av Vuosaluoppal. Medelhöjden är 277 meter över havet och ytan är 1,53 kvadratkilometer. Räknas de 3 avrinningsområdena uppströms in blir den ackumulerade arean 42,93 kvadratkilometer. Vattendraget som avvattnar avrinningsområdet har biflödesordning 4, vilket innebär att vattnet flödar genom totalt 4 vattendrag innan det når havet efter 131 kilometer. Avrinningsområdet består mestadels av skog (38 procent) och sankmarker (41 procent). Avrinningsområdet har 0,23 kvadratkilometer vattenytor vilket ger det en sjöprocent på 14,9 procent.